# 박홍우
박홍우(朴洪佑, 1952년 7월 2일 ~ )는 대한민국의 법조인이다. 2014년부터 2016년 2월까지 대전고등법원 법원장을 지냈다.

## 생애
대전고등법원으로 재직하던 2015년 2월 대전고등법원 제3행정부 재판장으로서 행정본안재판의 일부를 직접 맡았으며 가장 기억에 남는 사건으로 서울고등법원 배석판사 시절인 1995년 시위 진압과정에서 최루탄에 도망가다가 넘어져 질식사 사망한 성균관대 학생의 유족이 국가를 상대로 제기한 손해배상청구사건에서 국가의 손해배상책임을 인정하고 망인의 위자료를 5000만원 인정한 것과 2004년 세녹스의 석유사업법 위반 사건에서 1심에서의 무죄판결을 파기하고 유죄를 선고한 것을 들었다.
박지원 의원이 국회 법제사법위원회 대전고등법원에 대한 국정감사가 있었던 2015년 9월 15일 "법원에서 검찰의 자의적인 불기소처분으로 국민이 재판을 받을 권리가 침해되지 않도록, 고등법원이 재정신청을 적극 인용할 필요가 있다"고 하자 박홍우 대전고등법원장이 "공감한다"고 하면서 "대전고등법원의 경우 2014년 2.7% 2015년 2.77%로 매년 증가하고 있다"고
밝혔다.

## 학력
- 경북고등학교
- 서울대학교 법과대학 1976년[3][4]
- 서울대학교 대학원 헌법학 전공 석사 1979년[5][6]
- 서울대학교 대학원 헌법학 전공 박사 1986년[7][8]
- 서울대학교 세계경제최고전략과정(ASP) 2008년 수료, 16기[9]

## 약력
- 2019년 4월 ~ 서울시 규제개혁위원회 위원장
- 2018년 3월 ~ 2020년 2월 대한변호사협회 법률구조재단 이사
- 2017년 3월 ~ 대한체육회 고문변호사
- 2017년 2월 ~ 2020년 3월 국악방송 이사
- 2017년 1월 ~ 2018년 12월 사단법인 문화나눔 이사장
- 2016년 12월 ~ 2018년 12월 서울시 중랑구청 고문변호사
- 2016년 4월 ~ 법무법인 케이씨엘 고문변호사[10]
- 2014년 2월 13일 ~ 2016년 2월 대전고등법원장[11][12]
- 2013년 4월 1일 ~ 2014년 2월 12일 서울가정법원장(겸임)
- 2012년 9월 5일 ~ 2014년 2월 12일 서울행정법원장
- 2011년 5월 25일 ~ 2012년 9월 4일 의정부지방법원 법원장
- 2010년 2월 2일 ~ 2011년 5월 14일 서울중앙지법 형사수석부장판사
- 2006년 2월 2일 ~ 2010년 2월 1일 서울고등법원 부장판사
- 2005년 2월 2일 ~ 2006년 2월 1일 대구고등법원 부장판사
- 2004년 2월 2일 ~ 2005년 2월 1일 서울중앙지법 부장판사
- 2003년 ~ 2004년 서울지방법원 부장판사
- 2000년 ~ 2003년 서울지방법원 북부지원 부장판사
- 1999년 ~ 2000년 서울지방법원 의정부지원 부장판사
- 1998년 ~ 1999년 창원지방법원 부장판사
- 1997년 ~ 1998년 사법연수원 교수 (고법판사)
- 1995년 ~ 1997년 종합유선방송위원회 제5심 위원회
- 1993년 ~ 1997년 서울고등법원 판사
- 1993년 ~ 1995년 서울민사지방법원 판사
- 1993년 ~ 1995년 헌법재판소 연구관 파견
- 1991년 ~ 1992년 미국 코넬 대학교 법학대학원 Visiting Scholar[13]
- 1989년 ~ 1991년 서울지방법원 남부지원 판사
- 1985년 ~ 1989년 수원지방법원 성남지원 판사
- 1982년 ~ 1985년 춘천지법 판사
- 1980년 ~ 1982년, 사법연수원 제12기 수료
- 1980년 제22회 사법시험 합격

## 저작물

### 주요 논문
- 정부불신임제도에 관한 입법론적 고찰 (1979)[14]
- 피의자 및 피고인의 변호인의 조력을 받을 권리, 서울대학교 박사학위논문 (1986)
- 연차유급휴가권, 재판자료 제39집: 근로관계소송상의 제문제(상), 법원행정처 (1987)
- 법률에 대한 위헌심사의 기준, 헌법재판의 이론과 실제: 금랑 김철수 교수 화갑기념논문집, 박영사 (1993)
- 사형제도의 위헌성여부 검토, 고시계 422호 (1993. 12.)
- 선거구획정에 관한 미국 연방대법원의 판례동향, 헌법논총 제5집, 헌법재판소 (1994)
- 민사소송법 제426조 제3항의 위헌여부에 관한 고찰, 세계헌법연구 제1호, 국제헌법학회 한국학회 (1994)
- 재산권 제한의 법리와 그 적용한계, 재판자료 제77집: 헌법문제와 재판(하), 법원도서관 (1997)
- 헌법심판절차진행중 청구인 등의 사망과 관련되는 문제점 검토, 법과 인간의 존엄: 청암 정경식 박사 화갑기념논문집, 박영사 (1997)
- 헌법 제23조 3항에 따른 보상규정이 없는 경우의 문제해결방안, 한국헌법학의 현황과 과제: 금랑 김철수 교수 정년기념논문집, 박영사 (1998)
- 국회의원선거구획정과 선거권의 평등, 재판의 한 길: 김용준 헌법재판소장 화갑기념논문집, 박영사 (1998)
- 대법원과 헌법재판소의 권한배분, 헌법재판의 회고와 전망, 헌법재판소 (1998)
- 정리채권 등의 신고·조사·확정에 있어서의 문제점, 재판자료 제86집: 회사정리법·화의법상의 제문제, 법원도서관 (2000)
- 환경권의 법적 성질, 재판자료 제94집: 환경법의 제문제(상), 법원도서관 (2002)
- 미국 연방의 양형기준제도, 각국의 양형제도, 법조협회 (2002)
- 미국헌법상의 국교설립금지 원칙, 헌법논총 제13집, 헌법재판소 (2002)
- 핀란드의 사법제도, 세계헌법연구 제8집, 국제헌법학회 한국학회 (2003)
- 확정판결과 한정위헌결정 문제, 법률신문 (2004. 2.)
- 공판중심주의적 심리진행 방법, 재판자료 제104집 : 바람직한 민·형사소송 실무운영방안, 법원도서관 (2004)
- 태국의 사법제도, 세계헌법연구 제12집 2권, 세계헌법학회 한국학회 (2006)
- 싱가포르의 사법제도, 법조 56권 11호, 법조협회 (2007. 11.)
- 국회의원지역선거구간 인구편차의 헌법상 한계, 현대 공법의 이론과 판례의 동향, 세계헌법학회 한국학회 편, 도서출판 관악사 (2014)

### 저서
- 코멘탈 헌법 (공저), 법원사 (1992)[15]
- 법학의 이해 (공저), 길안사 (1997)
- 주석형법 (공저), 한국사법행정학회 (2006)
- 미국헌법, 사법연수원 (2008)
- 헌법판례해설 I (공저), 대법원 헌법연구회 (2010)

## 사건
2007년 서울고등법원 재판장 시절 김명호 성균관대학교 전 조교수의 재임용 불복 소송 항소심에서 패소 판결을 했다가 결과에 불만을 품은 김명호 전 교수로부터 집 앞에서 석궁 테러를 당했다. 이 사건을 소재로 2011년 영화 《부러진 화살》이 제작되었다.